# نیهایم
شهر نیهایم (به آلمانی: Nieheim) در ایالت نوردراین-وستفالن در کشور آلمان واقع شده‌است.